# American Birth Control League
L'American Birth Control League (ABCL) est une organisation fondée par Margaret Sanger, le généticien et cancérologue Clarence C. Little et Lothrop Stoddard en 1921 à New York dans le but de promouvoir le contrôle des naissances.
L'organisation est créée dans le cadre de la première conférence américaine consacrée au contrôle des naissances (First American Birth Control Conference). Le point culminant de la conférence est une réunion publique au Town Hall dont la police tente d'empêcher la tenue, arrêtant Sanger en compagnie d'une autre membre de l'ABCL. Cet événement connue sous le nom de « Town Hall Raid » entraîne une vive polémique, l'action de la police étant largement dénoncée dans la presse comme une atteinte à la liberté d'expression, ce qui popularise la cause défendue par Sanger et son organisation.
En juin 1928, Margaret Sanger démissionne de son poste de directrice de l'American Birth Control League, pour fonder le « National Committee for Federal Legislation on Birth Control », qui devient en 1932 la « Birth Control Federation of America ». 
En 1942, le nom de l'organisation est changé en Fédération des planning familiaux d'Amérique (« Planned Parenthood Federation of America »).